# Уиндвардсайд
Уиндвардсайд (нидерл. Windwardside) — крупнейший город на острове Саба (Нидерландские Антильские острова). Назван из-за того, что находится на наветренной стороне острова. Расположен у подножия горы Маунт-Сценери.
В городе расположены исторический Музей Сабы, Мемориальный музей Гарри Л. Джонсона.